# 马克·罗伯逊
马克·罗伯逊（英語：Mark Robertson，1984年12月31日—），苏格兰男子橄榄球运动员。他曾代表英国七人制国家队参加2016年夏季奥林匹克运动会七人制橄榄球比赛，获得一枚银牌。